# Paraligusticum discolor
Paraligusticum discolor är en växtart som är ensam art i släktet Paraligusticum i familjen flockblommiga växter.
Arten är en perenn ört som förekommer i Centralasien och Mongoliet. Den beskrevs först som Ligusticum discolor av Carl Friedrich von Ledebour 1829, och fick sitt nu gällande namn av Vadim Tichomirov 1973.